# Framboesa
A framboesa (Rubus idaeus L.), fruto da framboeseira, é um fruto múltiplo de drupéolas (pluridrupa), cujo sabor suave e adocicado é utilizado para diversas finalidades, como sorvetes, xaropes, geleias, licores e doces. É necessário que a framboeseira seja submetida a pelo menos 700 horas por ano a temperatura inferior a 7 °C para que a produção seja satisfatória.
Originária dos campos do centro e norte da Europa e de parte da Ásia, a planta espinhosa pertence à família das Rosáceas e seu fruto é frequentemente confundido com a amora-preta, da qual se diferencia por ser oco e portanto mais delicado.

## Cultivo

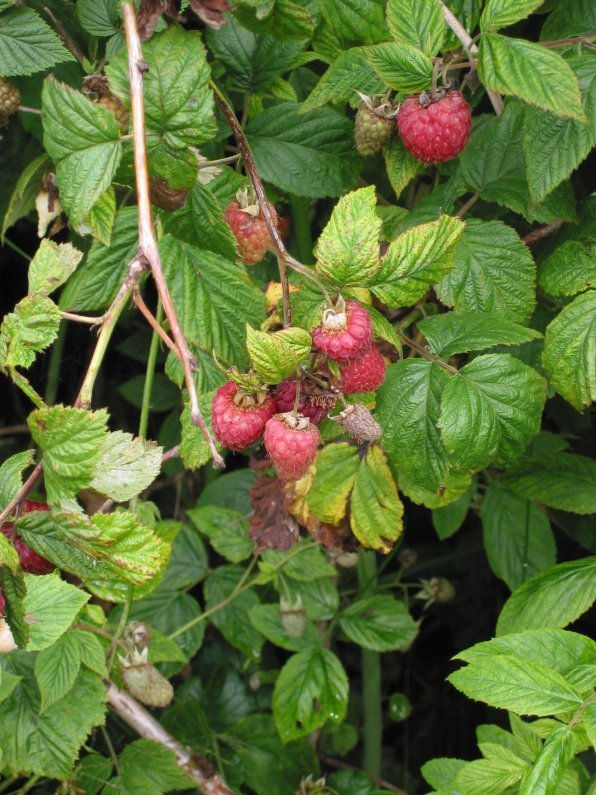
Framboeseira

Por possuir grande capacidade de propagação, as framboeseiras precisam ser desmanchadas e as mudas transplantadas para outro local a cada três ou quatro anos, para que a concorrência entre os ramos não afete a produção. Os frutos começam a aparecer um ano e meio após as mudas serem levadas para o local definitivo. Após a época de frutificação, deve-se fazer o desbaste das plantas, retirando-se todos os galhos que foram produzidos. O desponte (poda verde) deve ser feito quando as plantas atingirem entre 1,10 m e 1,20 m de altura.
A framboeseira também se caracteriza por ser um pouco mais rasteira que a silva. Mesmo assim, não se recomenda a formação de parreiras, já que ela só produz nas extremidades do ramo. Portanto, deixá-la crescer no canteiro, desde que obedecidas as indicações de poda e desbaste, é a melhor opção para se obterem mais frutos. Outra recomendação importante para manter regular a produção é não deixar mais de cinco a sete hastes por planta. Desse modo, conseguem-se frutos de maior tamanho.
Se o pH do solo estiver em torno de 5,0 a 5,5, não é necessário o uso de calcário. Abaixo disso, aplica-se o produto para corrigir sua acidez. Solos férteis também dispensam adubação química. Já para os mais fracos, recomenda-se o uso de 25 gramas de adubo à base de 10-20-10 (NPK), para cada metro quadrado de área plantada.

## Valor nutricional
Cada 100 gramas de framboesa (Rubus idaeus) contém:
- Calorias - 57 kcal
- Proteínas - 1 g
- Gorduras - 0,2 g
- Vitamina A - 130 U.l.
- Vitamina B1 (Tiamina) - 25 mcg
- Vitamina B5 (Niacina) - 0,45 mg
- Vitamina C (Ácido ascórbico) - 28 mg
- Cálcio - 35 mg
- Fósforo - 30 mg
- Ferro - 1,5 mg

## Galeria

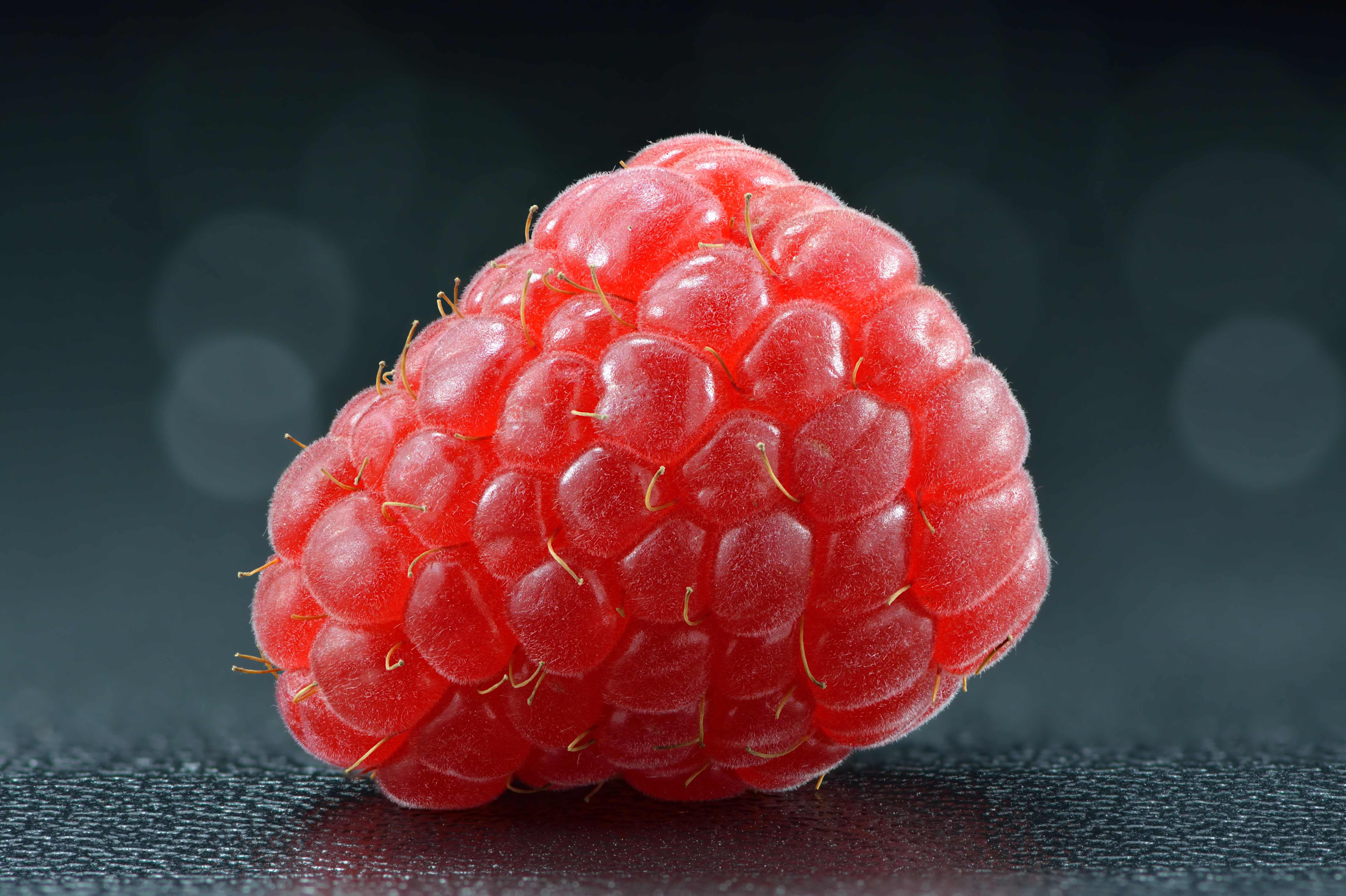
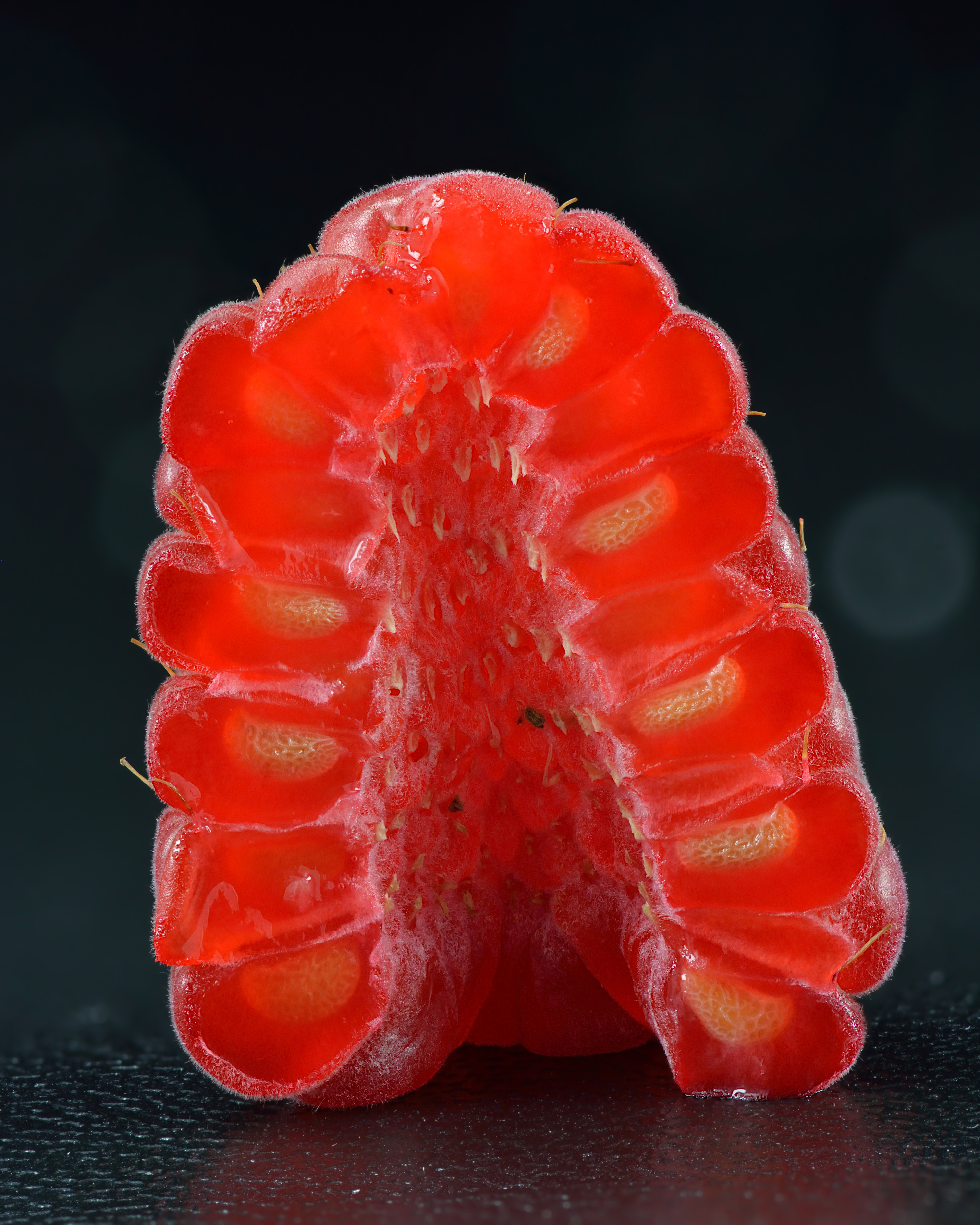
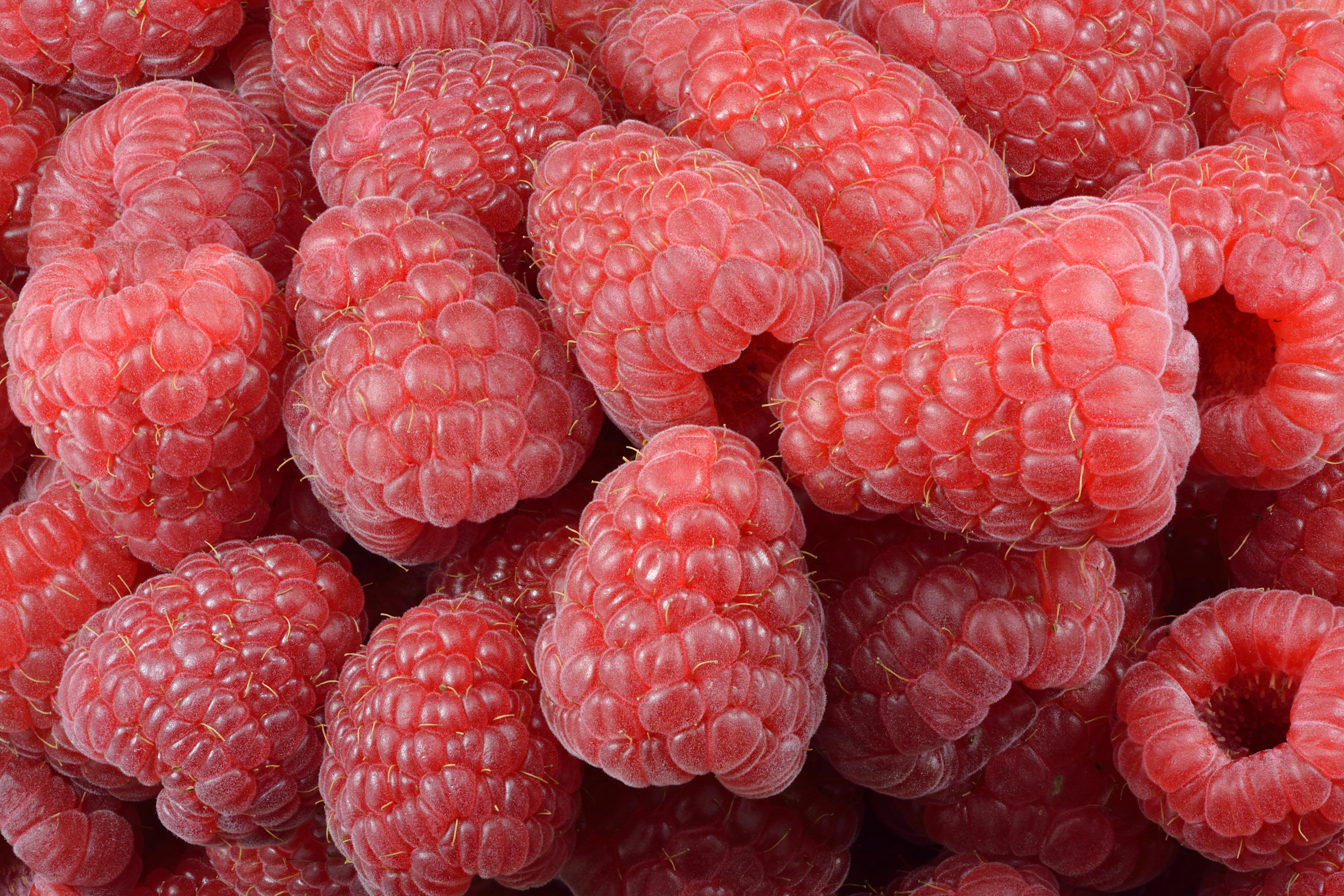
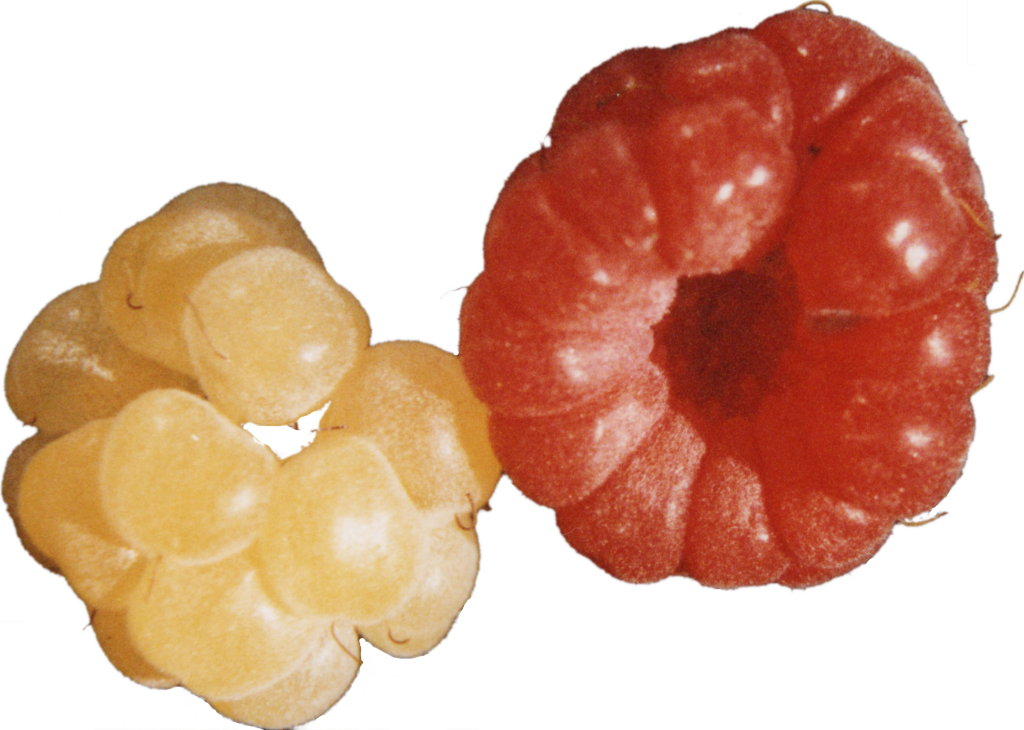
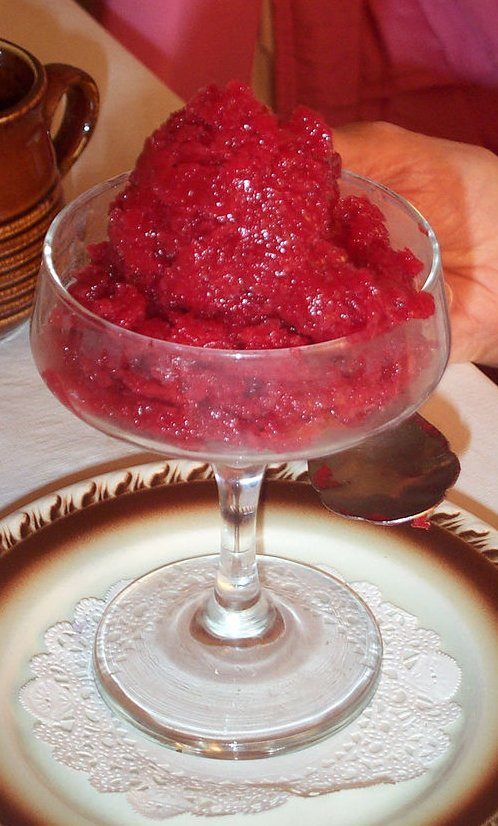
Sorvete de framboesa
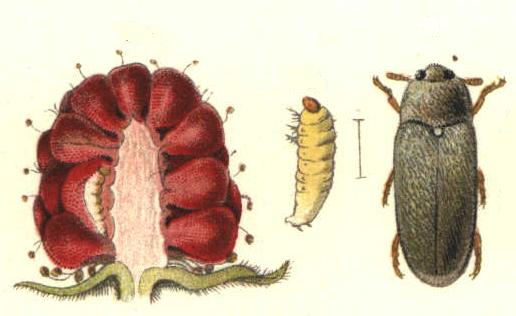
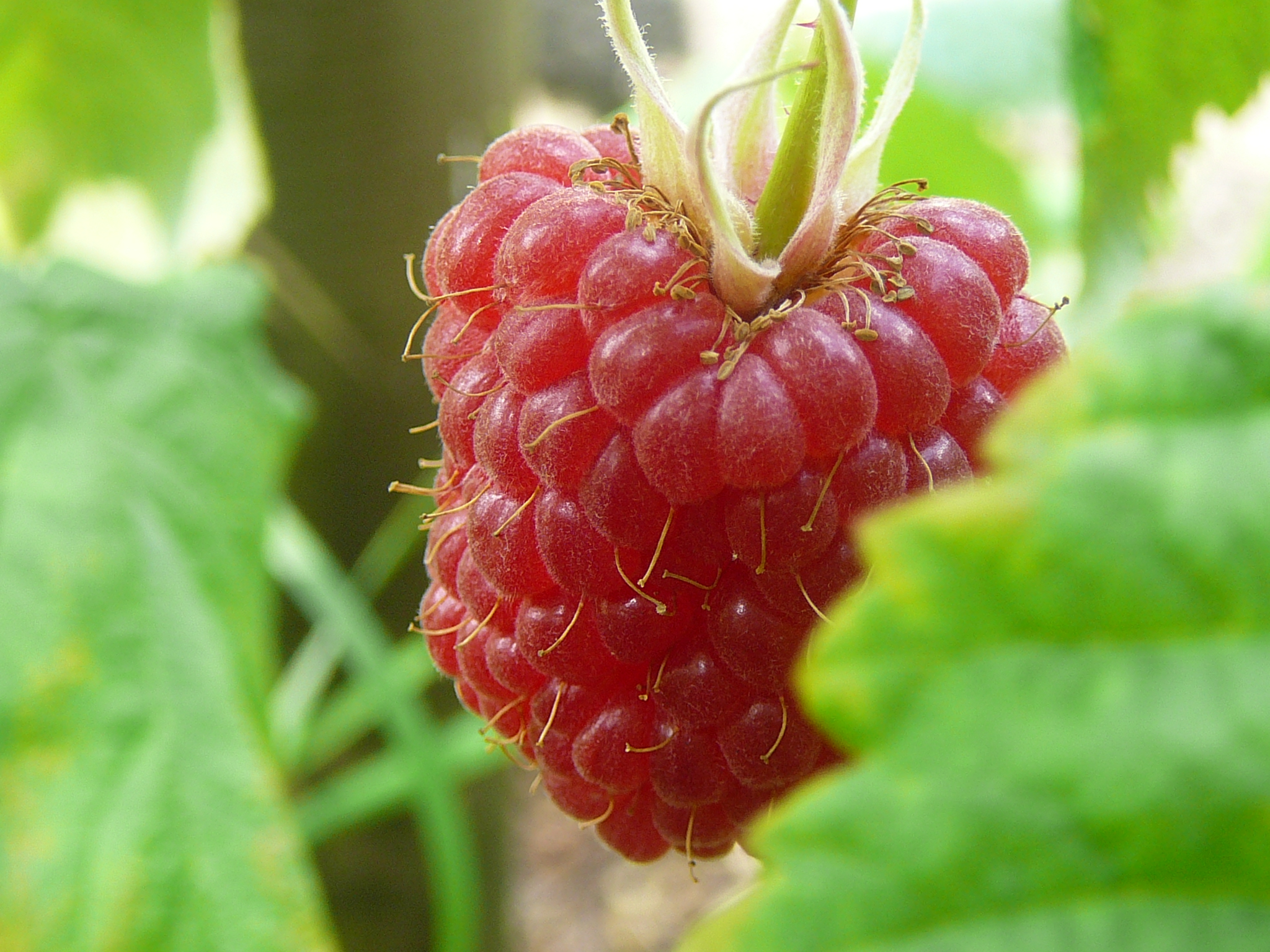